# 切斯特瓦爾 (伊利諾伊州)
切斯特瓦爾（英語：Chestervale）是位於美國伊利諾伊州洛根縣的一個人口普查指定地區。

## 地理
切斯特瓦爾的座標為40°05′32″N 89°19′18″W / 40.09222°N 89.32167°W，而該地最高點為海拔高度186米（即610英尺）。

## 人口
根據2010年美國人口普查的數據，切斯特瓦爾的面積為5.00平方千米，當中陸地面積為5.00平方千米，而水域面積為5.00平方千米。當地共有人口500人，而人口密度為每平方千米100人。